# 광요

## 바이오그래피
광요는 소울 커넥션 소속의 래퍼이다. 2005년 Underkorea 앨범의 수록곡 CSP의 맥주에 피쳐링 하여 씬에 처음 이름을 알렸다. 소울커넥션 믹스테잎 〈Soul Connection vol .1〉과 컴필레이션 앨범 〈Rapsody〉에 참여했다. 특히 소울커넥션 믹스테잎의 타이틀 곡 〈새벽아래〉가 크게 히트 침과 동시에 초 하이톤 래퍼로 잠깐 주목 받았으나 이후 소울커넥션 컴필레이션 말고는 별 다른 행보가 없어 잊혀진다. Maslo의 앨범 〈Mr.Kim〉과 〈Young MAstory〉에도 참여하였다. 2010년 SLAkE의 미니 앨범 〈My lady〉에 참여한 것을 끝으로 아무런 작업물도 나오지 않고 있다. 2011년 유학을 갔다는 소식이 전해졌으나 2015년 CSP의 페이스북에 광요와 술을 먹는 동영상이 게시되어 한국에 돌아왔음을 보여줬다.